# Motherwell Football Club
Il Motherwell Football Club, meglio noto come Motherwell, è una società calcistica scozzese con sede nella città di Motherwell, nel Lanarkshire del Nord. Milita nella Scottish Premiership, la massima divisione del campionato scozzese di calcio.
Nel suo palmarès figurano un campionato scozzese, vinto nella stagione 1931-32, due Scottish Cup e una Scottish League Cup.

## Storia
Fondato il 17 maggio 1886, il Motherwell esordì in Scottish Division Two, seconda serie del campionato scozzese, nella stagione 1893-94. Dieci anni dopo conseguì la promozione in Scottish Division One.
In massima serie ebbe il suo periodo migliore tra le stagioni 1926-27 e 1933-34: in quegli anni si classificò sempre nelle prime tre posizioni, raggiungendo il suo apice nella stagione 1931-32, quando vinse il campionato.
Successivamente non ottenne altri risultati di rilievo fino al 1950, quando vinse la Scottish League Cup e, l'anno successivo, la Scottish Cup. Tuttavia in quel periodo arrivò anche la prima retrocessione. Dopo un anno in Division Two, il Motherwell tornò subito in massima serie, in cui trascorse i successivi decenni prevalentemente con risultati da seconda metà classifica (eccetto un terzo posto nella stagione 1958-59) e qualche altra parentesi in Division Two.
Nel 1991 vinse la sua seconda Coppa di Scozia, che rimane tuttora il trofeo più recente.
Fu terzo nella stagione 2007-08, segnata dalla morte del capitano Phil O'Donnell, 35 anni, per un arresto cardiaco poco dopo la partita del 29 dicembre 2007. In sua memoria venne ritirata la maglia numero 10.
Di nuovo terzo nella Scottish Premier League 2011-2012, per via del fallimento dei Rangers il Motherwell si qualificò per la prima volta alla Champions League: partì dal terzo turno, ma fu sconfitto dal Panathīnaïkos e relegato in Europa League (dove venne ugualmente estromesso al turno di play-off dal Levante).
In campionato il Motherwell ottenne due secondi posti consecutivi nelle stagioni 2012-13 e 2013-14, ma l'anno seguente ebbe un'involuzione con cui arretrò al penultimo posto e dovette vincere lo spareggio per mantenere la massima serie.
Nelle stagioni più recenti si è piazzato nella seconda metà di classifica: 9° nella Premiership 2016-2017 e 7° nella Premiership 2017-18; in quest'ultima ha raggiunto le finali di Scottish League Cup e Scottish Cup, ma in entrambe è stato sconfitto dal Celtic. In Premiership 2018-2019 si classifica all'ottavo posto. Nel campionato successivo, interrotto per la pandemia di COVID-19, raggiunge invece il terzo posto in classifica.
In Premiership 2020-2021 scende di nuovo fino all'ottavo posto. Si risolleva nel campionato 2021-22, in cui conquista il quinto posto dopo aver lottato a lungo col Dundee Utd anche per il piazzamento superiore. Si qualifica comunque per la Conference League, ma viene subito eliminato dallo Sligo Rovers. Nei campionati successivi torna a piazzarsi nella seconda metà di classifica: è settimo nel 2022-23 e nono nel 2023-24.

## Colori e simboli

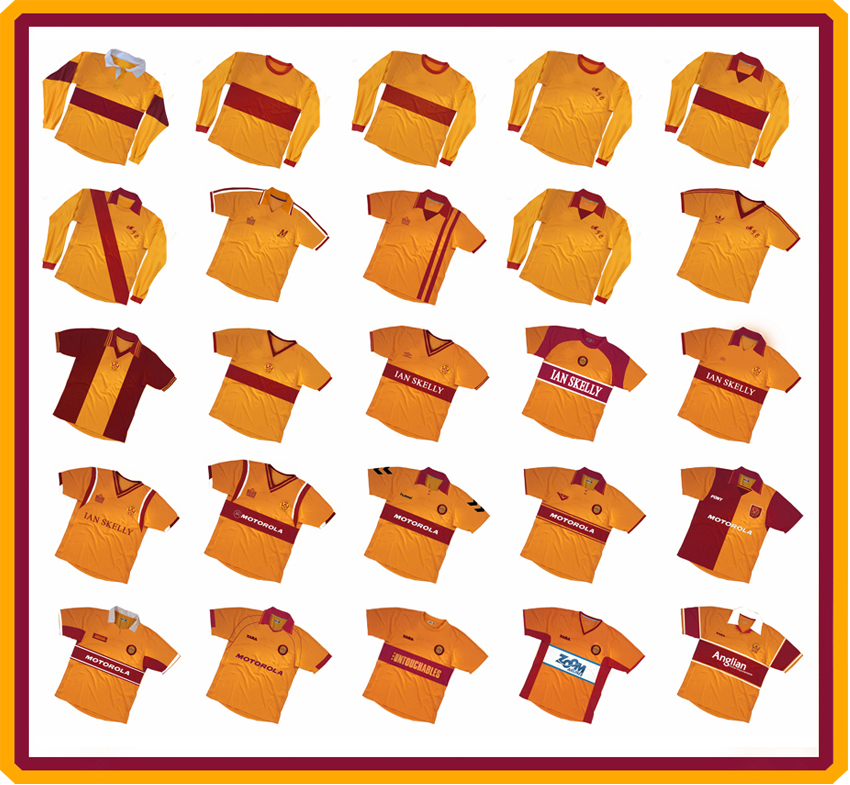
Evoluzione delle maglie del club.

I colori sociali del Motherwell sono l'ambra e il bordeaux, utilizzati dal 1913 (in luogo dei precedenti blu e bianco) e probabilmente ispirati al Bradford City, vincitore della FA Cup inglese nel 1911. La divisa tradizionale si compone di una maglia ambra con una striscia orizzontale bordeaux e pantaloncini bianchi. Qualche storica variante ha presentato disegni diversi in cui il bordeaux ha ricoperto più spazio, arrivando nei casi estremi a essere ugualmente ripartito o perfino maggiore rispetto all'ambra.

## Stadio
Il Motherwell disputa le partite casalinghe allo stadio Fir Park, costruito nel 1895; attualmente ha una capienza di 13 677 persone.

## Allenatori
- 1911-46  John "Sailor" Hunter
- 1946-55  George Stevenson
- 1955-65  Bobby Ancell
- 1965-73  Bobby Howitt
- 1973-74  Ian St. John
- 1974-77  Willie McLean
- 1977-78  Roger Hynd
- 1978-81  Ally McLeod
- 1981-82  David Hay
- 1982-83  Jock Wallace
- 1983-84  Bobby Watson
- 1984-94  Tommy McLean
- 1994-98  Alex McLeish
- 1998  Harri Kampman
- 1998-01  Billy Davies
- 2001-02  Eric Black
- 2002-06  Terry Butcher
- 2006-07  Maurice Malpas
- 2007-09  Mark McGhee
- 2009  Jim Gannon
- 2010-14  Stuart McCall
- 2014-15  Ian Baraclough
- 2015-17  Mark McGhee
- 2017-20  Stephen Robinson
- 2021-22  Graham Alexander
- 2022-23  Steven Hammell
- 2023-25  Stuart Kettlewell
- 2025  Michael Wimmer
- 2025-  Jens Berthel Askou

## Palmarès

### Competizioni nazionali
- Campionato scozzese: 1

1931-1932
- Coppa di Scozia: 2

1951-1952, 1990-1991
- Coppe di Lega Scozzese: 1

1950-1951
- Scottish First Division: 4

1953-1954, 1968-1969, 1981-1982, 1984-1985

### Competizioni regionali
- Lanarkshire League: 1

1898-1999
- Lanarkshire Cup: 31

1894–1895, 1898–1899, 1900–1901, 1906–1907, 1911–1912, 1926–1927, 1927–1928, 1928–1929, 1929–1930, 1931–1932, 1939–1940, 1949–1950, 1952–1953, 1953–1954, 1954–1955, 1956–1957, 1958–1959, 1959–1960, 1960–1961, 1961–1962, 1963–1964, 1967–1968, 1968–1969, 1972–1973, 1976–1977, 1980–1981, 1982–1983, 1984–1985, 1988–1989, 1989–1990, 1990–1991

### Competizioni giovanili
- Scottish Youth Cup: 1

2015-2016
- Milk Cup: 1

1983 (Under-16)

### Altri piazzamenti
- Campionato scozzese:

Secondo posto: 1926-1927, 1929-1930, 1932-1933, 1933-1934, 1994-1995, 2012-2013, 2013-2014
Terzo posto: 1919-1920, 1927-1928, 1928-1929, 1930-1931, 1958-1959, 1993-1994, 2007-2008, 2011-2012, 2019-2020
- Scottish Championship:

Secondo posto: 1894-1895, 1902-1903
Terzo posto: 1901-1902
- Coppa di Scozia:

Finalista: 1930-1931, 1932-1933, 1938-1939, 1950-1951, 2010-2011, 2017-2018
Semifinalista: 1922-1923, 1933-1934, 1946-1947, 1953-1954, 1957-1958, 1961-1962, 1964-1965, 1974-1975, 1975-1976, 1984-1985, 2002-2003
- Coppa di Lega scozzese:

Finalista: 1954-1955, 2004-2005, 2017-2018
Semifinalista: 1951-1952, 1955-1956, 1969-1970, 1986-1987, 1987-1988, 2005-2006, 2010-2011, 2024-2025
- Texaco Cup:

Semifinalista: 1970-1971, 1972-1973
- Coppa anglo-scozzese:

Semifinalista: 1975-1976
- UEFA Fair Play ranking: 1

2008-2009

## Statistiche

### Partecipazione ai campionati
| Livello | Categoria                 | Partecipazioni | Debutto   | Ultima stagione | Totale |
| ------- | ------------------------- | -------------- | --------- | --------------- | ------ |
| 1°      | Scottish Football League  | 6              | 1915-1916 | 1920-1921       | 109    |
| 1°      | Scottish Division One     | 52             | 1903-1904 | 1974-1975       | 109    |
| 1°      | Scottish Division A       | 5              | 1946-1947 | 1950-1951       | 109    |
| 1°      | Scottish Premier Division | 19             | 1975-1976 | 1997-1998       | 109    |
| 1°      | Scottish Premier League   | 15             | 1998-1999 | 2012-2013       | 109    |
| 1°      | Scottish Premiership      | 12             | 2013-2014 | 2024-2025       | 109    |
| 2°      | Scottish Division Two     | 12             | 1893-1894 | 1968-1969       | 16     |
| 2°      | Scottish First Division   | 4              | 1979-1980 | 1984-1985       | 16     |

### Statistiche nelle competizioni UEFA
Tabella aggiornata alla fine della stagione 2022-2023.
| Competizione                  | Partecipazioni | G  | V | N | P  | RF | RS |
| ----------------------------- | -------------- | -- | - | - | -- | -- | -- |
| UEFA Champions League         | 1              | 2  | 0 | 0 | 2  | 0  | 5  |
| Coppa delle Coppe             | 1              | 2  | 1 | 0 | 1  | 3  | 3  |
| Coppa UEFA/UEFA Europa League | 9              | 29 | 9 | 3 | 17 | 40 | 40 |
| UEFA Conference League        | 1              | 2  | 0 | 0 | 2  | 0  | 3  |

## Organico

### Rosa 2024-2025
Aggiornata al 2 dicembre 2024.
| N. |                               | Ruolo | Calciatore                |
| -- | ----------------------------- | ----- | ------------------------- |
| 1  | Ungheria (bandiera)           | P     | Krisztián Hegyi           |
| 2  | Scozia (bandiera)             | D     | Stephen O'Donnell         |
| 3  | Inghilterra (bandiera)        | D     | Steve Seddon              |
| 4  | Scozia (bandiera)             | D     | Liam Gordon               |
| 5  | Inghilterra (bandiera)        | D     | Kofi Balmer               |
| 6  | Macedonia del Nord (bandiera) | C     | Davor Zdravkovski         |
| 7  | Galles (bandiera)             | C     | Tom Sparrow               |
| 8  | Inghilterra (bandiera)        | C     | Callum Slattery           |
| 9  | Inghilterra (bandiera)        | A     | Zach Robinson             |
| 11 | Scozia (bandiera)             | C     | Andy Halliday             |
| 12 | Canada (bandiera)             | C     | Harry Paton               |
| 13 | Inghilterra (bandiera)        | P     | Aston Oxborough           |
| 14 | Australia (bandiera)          | A     | Apostolos Stamatelopoulos |
| 15 | Irlanda (bandiera)            | D     | Dan Casey                 |

| N. |                           | Ruolo | Calciatore         |
| -- | ------------------------- | ----- | ------------------ |
| 16 | Scozia (bandiera)         | D     | Paul McGinn        |
| 18 | Scozia (bandiera)         | C     | Ross Callachan     |
| 19 | Scozia (bandiera)         | C     | Sam Nicholson      |
| 20 | Irlanda (bandiera)        | D     | Shane Blaney       |
| 21 | Rep. del Congo (bandiera) | D     | Marvin Kaleta      |
| 22 | Australia (bandiera)      | D     | John Koutroumbis   |
| 23 | Scozia (bandiera)         | D     | Ewan Wilson        |
| 24 | Nigeria (bandiera)        | A     | Moses Ebiye        |
| 38 | Scozia (bandiera)         | C     | Lennon Miller      |
| 52 | Scozia (bandiera)         | A     | Tony Watt          |
| 55 | Guyana (bandiera)         | C     | Tawanda Maswanhise |
| 77 | Galles (bandiera)         | A     | Jack Vale          |
| 90 | Portogallo (bandiera)     | C     | Jair Tavares       |
|    | Inghilterra (bandiera)    | P     | Calum Ward         |

## Tifoseria

### Rivalità
La rivalità più sentita è con l'Hamilton Academical, con cui il Motherwell disputa il Derby del Lanarkshire, la contea a cui appartengono le due città.
In passato era noto con lo stesso nome anche il derby contro gli Airdrieonians.